# John Doggett
El agente especial John Jay Doggett (nacido el 4 de abril de 1960 en Atlanta, Georgia) es un personaje ficticio en la serie de televisión The X-Files, interpretado por el actor Robert Patrick, apareciendo en los créditos de apertura de la temporada 8 y temporada 9.

## Perfil del personaje
Doggett sirvió como sargento en la unidad anfibia del cuerpo de Marines de los Estados Unidos y fue parte también de la Fuerza Provisional de las Naciones Unidas para el Líbano. Tuvo como compañeros a los Marines Knowle Rohrer (Adam Baldwin) y Shannon McMahon (Lucy Lawless), quienes más tarde serían convertidos en Súper-Soldados. Se retiró de la Marina después de haber sido herido.
Después de obtener un máster en Administración Pública en la Universidad de Siracusa, Doggett trabajaba como detective en el departamento de Policía de Nueva York, cuando su hijo Luke Doggett fue secuestrado y asesinado. Doggett formó equipo con la agente especial Mónica Reyes, que trabajaba en la oficina del FBI en Nueva Orleans en ese momento, para buscar a su hijo y al asesino. Este no fue encontrado hasta la temporada 9, en el episodio Release. Después de la muerte de su hijo, su matrimonio con Barbara empeoró hasta llegar al divorcio.
En 1995, Doggett se graduó en la academia del FBI y comenzó a trabajar como agente especial en la división de investigación criminal. En el 2000, el agente Doggett fue asignado por el director adjunto Alvin Kersh para liderar la búsqueda del agente especial Fox Mulder en el episodio de la temporada 8 Within. La búsqueda fue infructuosa y Doggett fue relegado a trabajar en los expedientes X con la agente especial Dana Scully. Durante este tiempo, Doggett y Kersh desarrollaron una enemistad amarga, similar a la de Mulder con el fumador.
Doggett y su nueva compañera, la agente especial Mónica Reyes, tomaron control de los expedientes X después de que Mulder fuera despedido del FBI y Scully dejara el departamento, para enseñar en la academia del FBI, a la vez que velaba por el cuidado su hijo con Mulder, William.
Doggett también testificó a favor de Mulder cuando fue acusado de asesinato.

## Personalidad
Durante sus primeras apariciones muestra una personalidad un tanto desconfiada, pero a medida que avanza, se muestra más confiado en Scully (Medusa) y se ve cómo adopta una preocupación hacia lo que ella puede llegar a sentir por la muerte de Mulder (This Is Not Happening), además se le ve muy interasado en la seguridad del bebe de Scully en Provenance y William.
Es escéptico hasta el caso de pensar que el diablo es una historia creada para asustar a la gente (Dæmonicus).
Su interés hacia la agente Reyes queda demostrado en el episodio Audrey Pauley.
En Release, la exesposa de Doggett le dice a Scully que fácilmente él y Reyes podrían tener algo juntos pero que él no la deja «entrar» en su vida.